# Società Sportiva Torres Fo.S. 1997-1998
Questa voce raccoglie le informazioni riguardanti la Società Sportiva Torres Fo.S. nelle competizioni ufficiali della stagione 1997-1998.

## Organigramma societario
Area amministrativa
- Presidente: Leonardo Marras

Area tecnica
- Allenatore: Gigi Casu

## Rosa
Come da sito calciodonna.it.
| N. |                   | Ruolo | Calciatrice       |
| -- | ----------------- | ----- | ----------------- |
|    | Italia (bandiera) | P     | Natasha Agus      |
|    | Italia (bandiera) | P     | Giorgia Brenzan   |
|    | Italia (bandiera) | P     | Valentina Putzu   |
|    | Italia (bandiera) | D     | Valentina Bazzoni |
|    | Italia (bandiera) | D     | Eleonora Carrus   |
|    | Italia (bandiera) | D     | Valeria Glino     |
|    | Italia (bandiera) | D     | Daniela Lai       |
|    | Italia (bandiera) | D     | Gioia Masia       |
|    | Italia (bandiera) | D     | Marta Mura        |
|    | Italia (bandiera) | D     | Serena Sias       |
|    | Italia (bandiera) | D     | Rossella Soriga   |
|    | Italia (bandiera) | D     | Paola Zonza       |

| N. |                   | Ruolo | Calciatrice           |
| -- | ----------------- | ----- | --------------------- |
|    | Italia (bandiera) | C     | Manuela Carboni       |
|    | Italia (bandiera) | C     | Sara Casu             |
|    | Italia (bandiera) | C     | Roberta Farris        |
|    | Italia (bandiera) | C     | Tamara Pintus         |
|    | Italia (bandiera) | C     | Monica Placchi        |
|    | Italia (bandiera) | C     | Antonella Ruzzettu    |
|    | Italia (bandiera) | C     | Erika Salaris         |
|    | Italia (bandiera) | A     | Elisa Deiana          |
|    | Italia (bandiera) | A     | Maria Vittoria Floris |
|    | Spagna (bandiera) | A     | Ángeles Parejo        |
|    | Italia (bandiera) | A     | Alessandra Zola       |

## Calciomercato

### Sessione estiva
| Acquisti | Acquisti | Acquisti | Acquisti |
| R.       | Nome     | da       | Modalità |
| -------- | -------- | -------- | -------- |
|          |          |          |          |

| Cessioni | Cessioni       | Cessioni     | Cessioni   |
| R.       | Nome           | a            | Modalità   |
| -------- | -------------- | ------------ | ---------- |
| D        | Damiana Deiana | Cascine Vica | definitivo |

## Risultati

### Serie A

#### Girone di andata
| Sassari 27 settembre 1997, ore --:-- CEST 1ª giornata | Torres Fo.S. | 5 – 1 | Sporting Sorrento Crems | Stadio Acquedotto |

| 4 ottobre 1997, ore --:-- CEST 2ª giornata | Riva del Garda | 1 – 1 | Torres Fo.S. |  |

| Sassari 11 ottobre 1997, ore 15:30 CEST 3ª giornata | Torres Fo.S. | 3 – 1 | Bardolino | Stadio Acquedotto |

| 18 ottobre 1997, ore 15:30 CEST 4ª giornata | Cascine Vica | 1 – 0 | Torres Fo.S. |  |

| Sassari 25 ottobre 1997, ore --:-- CEST 5ª giornata | Torres Fo.S. | 6 – 3 | Fiammamonza | Stadio Acquedotto |

| 1º novembre 1997, ore --:-- CET 6ª giornata | Sarzana | 1 – 5 | Torres Fo.S. |  |

| Sassari 8 novembre 1997, ore --:-- CET 7ª giornata | Torres Fo.S. | 2 – 0 | Sporting Segrate 92 | Stadio Acquedotto |

| Pisa 29 novembre 1997, ore --:-- CET 8ª giornata | Pisa | 7 – 1 | Torres Fo.S. | Campo sportivo Abetone |

| Sassari 6 dicembre 1997, ore --:-- CET 9ª giornata | Torres Fo.S. | 0 – 2 | Agliana | Stadio Acquedotto |

| 13 dicembre 1997, ore --:-- CET 10ª giornata | Lazio CF | 1 – 1 | Torres Fo.S. |  |

| Sassari 20 novembre 1997, ore --:-- CET 11ª giornata | Torres Fo.S. | 2 – 1 | Torino | Stadio Acquedotto |

| Arbitro: | Boresta (Roma) |

|            |           |            |
| Morace 51’ | Marcatori | 22’ Parejo |

| Arbitro: | Pancrazio (Brescia) |

|                                         |           |            |
| Ulivi 13’, 45’, 67’ Carta 51’ Vampo 55’ | Marcatori | 33’ Parejo |

| Arbitro: | Falso (Formia) |

|                                  |           |                    |
| Parejo 23’, 41’ (rig.), 88’, 90’ | Marcatori | 47’ (rig.) Panzini |

| Arbitro: | Laruccia (Bari) |

|                |           |  |
| Mazzantini 45’ | Marcatori |  |

#### Girone di ritorno
| Arbitro: | Pastore (Potenza) |

|                    |           |           |
| Celentano 55’, 75’ | Marcatori | 5’ Pintus |

| Arbitro: | Botta (Chieti) |

|                       |           |  |
| Carrus 42’ Soriga 58’ | Marcatori |  |

| Calmasino, Bardolino 14 febbraio 1998, ore 14:30 CET 18ª giornata | Bardolino | 0 – 0 referto | Torres Fo.S. | Stadio comunale Belvedere |

| Arbitro: | Boem (Gallarate) |

|            |           |           |
| Parejo 37’ | Marcatori | 53’ Valle |

| Arbitro: | Mareiano (Albenga) |

|             |           |  |
| Novelli 20’ | Marcatori |  |

| Arbitro: | Mugnai (Siena) |

|             |           |              |
| Bazzoni 87’ | Marcatori | 21’ Angelini |

| Arbitro: | Parducci (Massa e Carrara) |

|               |           |            |
| Miravalle 67’ | Marcatori | 3’ Placchi |

| Arbitro: | Pancrazio (Brescia) |

|                                   |           |  |
| Parejo 21’ Salaris 51’ Soriga 69’ | Marcatori |  |

| Arbitro: | Caviglia (Chiavari) |

|                                     |           |  |
| Plini 40’ Fiorini 69’ Ferrari 90+2’ | Marcatori |  |

| Arbitro: | Vitale (Frattamaggiore) |

|            |           |             |
| Parejo 73’ | Marcatori | 47’ Massimi |

| Arbitro: | Valentintich (Parma) |

|                      |           |          |
| Perri 24’ Bianco 45’ | Marcatori | 46’ Casu |

| Arbitro: | Salvetti (Varese) |

|  |           |                                            |
|  | Marcatori | 18’ Morace 36’ (rig.) D'Astolfo 47’ Panico |

| Arbitro: | Rinaldi (Milano) |

|                       |           |                           |
| Parejo 37’ Pintus 56’ | Marcatori | 8’ Ulivi 61’ (rig.) Carta |

| Arbitro: | Bianco (Lecce) |

|                                      |           |                 |
| Gazzoli 1’, 67’ Tagliacarne 66’, 83’ | Marcatori | 20’, 82’ Soriga |

| Arbitro: | Pagano (Avellino) |

|             |           |                |
| Carboni 65’ | Marcatori | 30’ Mazzantini |

## Statistiche

### Statistiche di squadra
| Competizione | Punti | In casa | In casa | In casa | In casa | In casa | In casa | In trasferta | In trasferta | In trasferta | In trasferta | In trasferta | In trasferta | Totale | Totale | Totale | Totale | Totale | Totale | DR |
| Competizione | Punti | G       | V       | N       | P       | Gf      | Gs      | G            | V            | N            | P            | Gf           | Gs           | G      | V      | N      | P      | Gf     | Gs     | DR |
| ------------ | ----- | ------- | ------- | ------- | ------- | ------- | ------- | ------------ | ------------ | ------------ | ------------ | ------------ | ------------ | ------ | ------ | ------ | ------ | ------ | ------ | -- |
| Serie A      | 37    | 15      | 8       | 5       | 2       | 33      | 18      | 15           | 1            | 5            | 9            | 15           | 31           | 30     | 9      | 10     | 11     | 48     | 49     | -1 |
| Coppa Italia | -     | .       | .       | .       | .       | .       | .       | .            | .            | .            | .            | .            | .            | .      | .      | .      | .      | .      | .      |    |
| Totale       | -     | .       | .       | .       | .       | .       | .       | .            | .            | .            | .            | .            | .            | .      | .      | .      | .      | .      | .      | .  |

### Andamento in campionato
| Giornata  | 1 | 2 | 3 | 4 | 5 | 6 | 7 | 8 | 9 | 10 | 11 | 12 | 13 | 14 | 15 | 16 | 17 | 18 | 19 | 20 | 21 | 22 | 23 | 24 | 25 | 26 | 27 | 28 | 29 | 30 |
| --------- | - | - | - | - | - | - | - | - | - | -- | -- | -- | -- | -- | -- | -- | -- | -- | -- | -- | -- | -- | -- | -- | -- | -- | -- | -- | -- | -- |
| Luogo     | C | T | C | T | C | T | C | T | C | T  | C  | T  | T  | C  | T  | T  | C  | T  | C  | T  | C  | T  | C  | T  | C  | T  | C  | C  | T  | C  |
| Risultato | V | N | V | P | V | V | V | P | P | N  | V  | N  | P  | V  | P  | P  | V  | N  | N  | P  | N  | N  | V  | P  | N  | P  | P  | N  | P  | N  |
| Posizione |   | 5 |   |   |   |   |   |   |   |    | 5  | 5  | 6  | 5  | 5  | 6  | 6  | 7  | 7  | 7  | 7  | 7  | 5  | 6  | 7  | 7  | 8  | 8  | 8  | 8  |

Legenda:

Luogo: C = Casa; T = Trasferta. Risultato: V = Vittoria; N = Pareggio; P = Sconfitta.

### Statistiche delle giocatrici
| Giocatore   | Serie A  | Serie A | Serie A     | Serie A    | Coppa Italia | Coppa Italia | Coppa Italia | Coppa Italia | Totale   | Totale | Totale      | Totale     |
| Giocatore   | Presenze | Reti    | Ammonizioni | Espulsioni | Presenze     | Reti         | Ammonizioni  | Espulsioni   | Presenze | Reti   | Ammonizioni | Espulsioni |
| ----------- | -------- | ------- | ----------- | ---------- | ------------ | ------------ | ------------ | ------------ | -------- | ------ | ----------- | ---------- |
| M. Carboni  | .        | .       | .           | .          | .            | .            | .            | .            | 0        | 0      | 0           | 0          |
| E. Carrus   | .        | .       | .           | .          | .            | .            | .            | .            | 0        | 0      | 0           | 0          |
| D. Deiana   | .        | .       | .           | .          | .            | .            | .            | .            | 0        | 0      | 0           | 0          |
| E. Forlucci | .        | .       | .           | .          | .            | .            | .            | .            | 0        | 0      | 0           | 0          |
| V. Glino    | .        | .       | .           | .          | .            | .            | .            | .            | 0        | 0      | 0           | 0          |
| Á. Parejo   | .        | .       | .           | .          | .            | .            | .            | .            | 0        | 0      | 0           | 0          |
| T. Pintus   | .        | .       | .           | .          | .            | .            | .            | .            | 0        | 0      | 0           | 0          |
| M. Placchi  | .        | .       | .           | .          | .            | .            | .            | .            | 0        | 0      | 0           | 0          |
| E. Salaris  | .        | .       | .           | .          | .            | .            | .            | .            | 0        | 0      | 0           | 0          |
| R. Soriga   | .        | .       | .           | .          | .            | .            | .            | .            | 0        | 0      | 0           | 0          |
| P. Zonza    | .        | .       | .           | .          | .            | .            | .            | .            | 0        | 0      | 0           | 0          |